# آحاد هعام
آحاد هعام (بالعبرية: אַחַד הָעָם بمعنى «أحد أبناء الشعب») هو اللقب الذي اشتهر به الكاتب اليهودي الروسي الأصل آشير تسڤي هيرش گينتسبرگ (1856-1927)، الذي يعد من أهم الكتّأب والمفكرين في الأدب العبري الحديث كما يعد فيلسوف «الصهيونية الروحية»، والذي خرج من تحت عباءته الكثير من المفكرين الصهيونيين خصوصا العلمانيين. وكذلك أثر آحاد هعام على معارضيه من بين المفكرين الصهيونيين إذ تحدى أسس آرائهم.
وُلد آحاد هعام في 18 أغسطس 1856 في بلدة سكيڤا في محافظة كييف بأكرانيا، التي كانت في ذلك الحين تابعة للإمبراطورية الروسية، لعائلة يهودية تقليدية متدينة من الطائفة الحسيدية. ونشأ آحاد هعام في مدينة أوديسا وتلقى تعليما يهوديا تقليديا ثم التحق بمدرسة ثانوية في روسيا، حيث تلقى تعليما غير ديني، وكذلك أخذ يقرأ المؤلفات العبرية الحديثة، مما دفعه إلى تبني أسلوب حياة علماني والتمسك بالأفكار اليهودية العلمانية. في ذلك الحين أصبح من مؤيدي حركة «حيبات تسيون» («محبة صهيون»)، التي أصبحت جزءا من الحركة الصهيونية في فترة لاحقة، وكان من المتحدثين بلسانها.
في 1889 نُشرت مقالته «ليس هذا هو الطريق» ("לֹא זוֹ הַדֶּרֶךְ") حيث دعا إلى انعطاف فكري في حركة «حيبات تسيون» وعرض لأول مرة مبادئ التيار الفكري المسمى لاحقا ب«الصهيونية الروحية». في هذه المقالة قال آحاد هعام إن إقامة المركز اليهودي الرئيسي في إيرتس يسرائيل (أي في فلسطين) ليس من شأنه أن يحل المشاكل المادية والاقتصادية التي كان اليهود في شرقي أوروبا يعانون منها، وليس من شأنه أن يكون ملجأ لليهود من الاضطهاد الذي يتعرضون له في بعض البلدان، وإنما من شأنه أن يكون مركزا يهوديا روحيا مثاليا يؤثر بصورة إيجابية على مجتمعات يهودية في أنحاء العالم وعلى شعوب أخرى. في رأي آحاد هعام يكون المبرر الأرفع لإقامة المركز اليهودي الرئيسي في فلسطين هو السعي إلى جعله مركزا روحيا مثاليا وليس النية لجعله كيانا سياسيا. نُشرت هذه المقالة باسم «أحد أبناء الشعب» - «آحاد هعام» - وهو الاسم المستعار الذي اختار آشير جنتسبورج لنفسه إذ فضل عدم استخدام اسمه الحقيقي. ومنذ نشر هذه المقالة كان يعرف بهذا الاسم المستعار.
في 1897 حضر آحاد هعام المؤتمر الصهيوني الأول الذي أقيم بمدينة بازل السويسرية، وهو المؤتمر الصهيوني الوحيد الذي حضره. في هذا المؤتمر وجد آحاد هعام نفسه في صفوف المعارضة إذ أيد معظم نواب المؤتمر تحديد تأسيس دولة يهودية كالهدف الرئيسي للحركة الصهيونية، بينما ظن آحاد هعام أن هذه الدولة سوف تصبح كرة قدم في أرجل جيران أقوياء. ولخص آحاد هعام رأييه في أهداف الصهيونية بالقول: «علينا أن نهتم ليس بويلات اليهود فقط، بل وأيضا بويلات اليهودية».
في 1907 هاجر آحاد هعام إلى العاصمة البريطانية لندن حيث ارتزق من إدارة أحد فروع شركة فيسوتسكي لصناعة الشاي والتي كانت تابعة لأحد زعماء حركة «حيبات تسيون»، رجل الأعمال اليهودي الروسي الأصل زيئيف كلونيموس فيسوتسكي.
في 1922 هاجر آحاد هعام إلى فلسطين واستقر في مدينة تل أبيب حيث أمضى ما يبقى من عمره. وأطلقت بلدية تل أبيب اسم «آحاد هعام» على الشارع حيث سكن، وهذا حين ما زال على قيد الحياة، تقديرا له.
توفي آحاد هعام في 1927 في مدينة تل أبيب وتم دفنه في المقبرة بشارع ترومبلدور وسط المدينة، وكتب على قبره اسمه المستعار الذي كان يعرف به.
رغم التقدير الذي تلقاه آحاد هعام من الزعماء الصهيونيين الآخرين، وتأثيره على الأفكار الصهيونية، بقي متابعيه المتمسكين بأفكار «الصهيونية الروحية» في الأقلية المعارضة للتيار الصهيوني الرئيسي، ولم يكن تأثيرهم على سياسة الحركة الصهيونية بالفعل ملموسا.
تتلخص أعمال آحاد هعام في أربعة مجلدات نشرت تحت عنوان «في مفترق الطرق» ("עַל פָּרָשַׁת דְּרָכִים").

## روابط خارجية
- آحاد هعام على موقع الموسوعة البريطانية (الإنجليزية)